# Массімо Дрісальді
Массімо Дрісальді (італ. Massimo Drisaldi; нар. ) — колишній італійський тенісист.

## Досягнення
| Рік  | Змагання               | Місце | Турнір           | Медаль | Нотатки |
| ---- | ---------------------- | ----- | ---------------- | ------ | ------- |
| 1959 | Літня універсіада 1959 | Турин | Мікст            | 1-ше   | [ 1 ]   |
| 1959 | Літня універсіада 1959 | Турин | Одиночний розряд | 3-тє   |         |
| 1961 | Літня універсіада 1961 | Софія | Мікст            | 1-ше   | [ 2 ]   |
| 1961 | Літня універсіада 1961 | Софія | Парний розряд    | 3-тє   | [ 3 ]   |